# Pere Genescà i Girbau
Pere Genescà i Girbau (Granera, 1952) és empresari del sector de la restauració i alcalde de Granera entre 2003 i 2023.
Ha treballat de mecànic, de transportista i de cap de manteniment de maquinària portuària. En l'actualitat compatibilitza la seva tasca municipal amb la direcció de L'Esclopet, un restaurant de gestió familiar. En el mandat municipal entre el 1979 i 2003 va ser regidor i primer tinent d'alcalde, càrrecs que hagué d'exercir amb gran dedicació a causa del delicat estat de salut de l'alcalde Josep Torra i Mundet, que l'impedia d'exercir les seves funcions en plenitud. En les següents eleccions Torra es retirà i Genescà es presentà com a cap de llista de CiU a Granera. Va ser escollit alcalde al 25 de juny del 2003, i revalidà el càrrec a les eleccions del 2007, 2011, 2015 i 2019. Per la reduïda població del municipi és alcalde de consell obert.